# مایک کریپو
مایک کراپو (به انگلیسی: Mike Crapo) (زادهٔ ۲۰ مه ۱۹۵۱) سناتور ایالت آیداهو در سنای ایالات متحده آمریکا است که برای نخستین‌بار در ۳ ژانویه ۱۹۹۹ به‌عضویت این مجلس درآمد. وی در زمرهٔ سناتورهای گروه سوم است که به‌مدت ۶ سال در سنا حضور دارند و تا تاریخ ۳ ژانویه ۲۰۱۷ در این مجلس خواهد بود.